# Báo Florida
Báo Florida (Danh pháp khoa học: Puma concolor coryi) là một phân loài của báo sư tử (hay còn gọi là báo nâu), chúng từng được đề nghị công nhận là một loài riêng biệt. Ở Nam Florida, báo Florida sinh sống trong những cây đinh lăng, võng gỗ cứng và những khu rừng đầm lầy hỗn hợp. Con đực có thể nặng tới 160 lb (73 kg) và sống trong một phạm vi bao gồm Khu bảo tồn quốc gia Big Cypress, Công viên quốc gia Everglades, Khu bảo tồn động vật hoang dã quốc gia Florida Panther, Rừng bang Picayune Strand, cộng đồng nông thôn của quận Collier, Florida bao gồm Golden Gate Estates, quận Hendry, Florida, quận Lee, Florida, quận Miami-Dade, Florida và quận Monroe, Florida. Quần thể này, đại diện báo sư tử duy nhất ở miền đông Hoa Kỳ, hiện chiếm 5% trong phạm vi lịch sử của nó. ước tính 230 vào năm 2017. Năm 1982, con báo Florida được chọn làm động vật của bang Florida. Báo Florida trước đây được phân loại là một phân loài báo sư tử khác biệt (Puma concolor coryi).